# Шведская Финляндия
Шведское правление в истории финского народа (фин. Ruotsin vallan aika Suomessa, швед. Finland under den svenska tiden) охватывало длительный период с 1104 по 1809 год. Экспансию обусловило желание Швеции занять в данном регионе сильную позицию для сдерживания политики Великого Новгорода, направленной на постепенную интеграцию финно-угров в состав новгородских земель. В этот период произошла христианизация финнов, затем принятие ими лютеранства и многих аспектов западно- и североевропейской культуры. Этнические шведы активно заселяли малонаселённые островные и прибрежные регионы Финляндии, сохранившись там до сих пор. На всём протяжении данного периода, и даже в первые десятилетия российского правления, шведский язык продолжал оставаться единственным официальным языком страны, приходя в упадок из-за более быстрого роста сельского финноязычного населения, постепенно мигрирующего в шведоязычные города. Шведский период в истории Финляндии подошёл к концу после присоединения страны к Российской империи в 1809 году в качестве автономного Великого княжества Финляндского.

## Приход католицизма
Заселение Аландских островов викингами с территории современной Швеции началось около 500 года. К 800 году первые стоянки викингов появились и в континентальной Финляндии. К XII веку в Швеции укрепилась королевская власть, что способствовало усилению её влияния на Финляндию, или Эстерландию (швед. Österlanden — «Восточные земли»), как тогда называли её шведы. Тогда же, из-за соперничества между папством и Священной Римской империей, по велению папы были основаны новые архиепископства — в Лунде (1104) и Уппсале (1164). Это было сделано для того, чтобы, используя политический вакуум, занять более сильную позицию против политики Великого Новгорода. А также для того, чтобы ослабить влияние архиепископа Бременского, отличавшегося чрезмерной верностью императору. Всё это способствовало миссионерской деятельности в более организованной форме, чем ранее. В средневековых источниках упоминаются три Крестовых похода в Финляндию, которые историки датируют 1157, 1249—1250 и 1293—1300 годами.

## Северные крестовые походы
Первый шведский крестовый поход возглавил, в соответствии с церковной традицией, британский монах Генрих. Под защитой короля Эрика IX он предпринял миссионерский поход в юго-западную Финляндию, который стал известен потомкам благодаря последующей канонизации Генриха и объявления его покровителем Або (Турку), так как, по преданиям, монах при жизни творил добро и чудеса.
Около 1220 года шведы основали епископскую кафедру в Финляндии. Первым епископом был британский священник Фома. При нём шведы, вероятно, в союзе с меченосцами, снарядили войско под предводительством ярла (первого сановника) Биргера (по другим сведениям — Ульфа Фасси) для ослабления влияния Новгорода, но потерпели неудачу в битве с войском князя Александра Невского на притоке реки Невы Ижоре, в 1240 году. Впоследствии принявший личное участие в ней князь получил дополнение к имени — «Невский».
Ярл Биргер покорил в 1249 году землю еми-тавастов (Тавастландию) и основал замок Тавастгус.
Решающие сражения за овладение восточным побережьем Финского залива и внутренними частями страны проходили в конце XIII и начале XIV века. Маршал Торкель Кнутссон в 1293 году организовал третий крестовый поход на новгородцев, завоевал юго-западную Карелию и основал там Выборгский замок, а в 1300 году шведы возвели крепость Ландскрона на берегу реки Невы, которая спустя год была взята новгородцами во главе с сыном Александра Невского князем Андреем Городецким, после чего крепость была разрушена.
Военные действия между шведами и новгородцами продолжались почти беспрерывно до 1323 года, когда шведский король Магнус Эрикссон при содействии Ганзы заключил с новгородским князем Юрием Данииловичем Ореховский мир (на острове Ореховый в устье реки Невы). Этим договором была установлена восточная граница шведских владений.

Из Новгородской летописи: 
В лето 6831 (1323 от Р. Х.) ходиша Новгородци с князем Юрием Даниловичем в Неву и поставиша город на усть Невы на Ореховом острову; ту же пріехавше послы великы от Свейского короля и докончаша мир вечный с княземъ и с Новым городом по старои пошлине …
Это была не только политическая граница, но и граница, в дальнейшем разделившая две религии и две культуры. Финляндия и её жители в основном были связаны со шведским государством и католической церковью. 

## Земли Бу Йонссона
Вследствие отдалённости страны, слабости шведского правительства и хаотического состояния управления в эпоху, предшествовавшую заключению Кальмарской унии (1397) и следовавшую за ней, шведские вельможи, владевшие ленами в Финляндии, управляли своими областями почти независимо. На протяжении большей части XIV и XV веков в Швеции имели место затяжные распри из-за престолонаследия. Власть короля была слаба, у дворянства же были очень крепкие позиции.
В 1362 году финны получили издревле принадлежавшее коренным шведам право участвовать в выборе короля; таким образом из завоёванной области страна стала полноправной частью шведского государства на правах провинции (покорённые впоследствии Прибалтийские провинции этим правом не пользовались).
В 1363 году король Магнус Эрикссон был свергнут с престола дворянством, усилению власти которого немало способствовали злосчастные «братские распри» (как, например, между королём Биргером и его братьями). На место низвергнутого короля дворяне избрали Альбрехта Мекленбургского (1364—1389), чтобы править от его имени по собственному усмотрению. Время правления Альбрехта совпадает с периодом наибольшего упадка в Швеции королевской власти и наибольшего могущества дворянства.
Одной из влиятельнейших фигур того времени был Бу Йонссон, крупнейший в Швеции землевладелец, который способствовал восшествию на трон Альбрехта Мекленбургского на выборах короля в 1364 году. Вскоре Бу Йонссон получил должность дротса, то есть высшего канцлера королевства. С самого начала король зависел от экономической поддержки Бу Йонссона, благодаря чему последний сумел понемногу выкупить большую часть королевских поместий и сделаться фактическим правителем. 

## Эпоха Кальмарской унии
С этого объединения начинается последняя эпоха средневековой истории Швеции, так называемая эпоха Кальмарской унии (1397—1523).
Маргарита Датская, заключившая Кальмарскую унию, была признана в Финляндии королевой в 1398 году, то есть на 9 лет позже, нежели в Швеции. Наследник её Эрик Померанский (1412—1439) сумел временно возвысить значение королевской власти; он упорядочил судопроизводство в Финляндии, разделив страну на два судебных округа, южный и северный.
В Финляндии Эрик пользовался любовью народа, но в Швеции его не любили за то, что он раздал важнейшие должности датчанам и немцам, притеснявшим шведов. Это вызвало восстание далекарлийцев. В Швеции наступил период анархии, ознаменовавшийся борьбой приверженцев Дании, или унионистов (духовенство и высшее дворянство), с патриотической партией (низшее дворянство и крестьянство). Борьба отразилась и в Финляндии. Во главе патриотической партии стояли Энгельбрехтсон, затем Карл Кнутсон, финляндец родом, три раза избиравшийся регентом государства, а после его смерти (1470) — фамилия Стуре.
Во время регентства Стена Стуре Старшего вспыхнула война с Русским государством (1495—1497). Русские осадили Выборг, где заперся воевода Кнут Поссе, но не смогли взять город и опустошили Саволакс и Тавастландию. Стуре, занятый борьбой со своими противниками, не мог помочь финляндскому войску; война кончилась перемирием в Новгороде. Когда Густав Васа восстал против Кристиана II, датчане держались в Финляндии дольше, чем в Швеции, вследствие чего освободительная война затянулась здесь на несколько месяцев.
Со времени Ореховского мира (1323) страна разделялась на следующие провинции: Аландия, собственно Финляндия, Сатакунта, Нюландия, Тавастландия и Западная Карелия. Важнейшими замками, служившими резиденцией шведских вельмож, были Абоский замок (впервые упоминается в 1198 году), Выборгский замок и крепость в Тавастгусе (Кроноборге). Замки служили резиденциями шведских вельмож, владевших в Финляндии обширными ленами, которые, однако, не были наследственными.
В руках шведов находились все высшие административные и судебные должности. Впоследствии на низшие должности начали назначать местных дворян. До 1435 года только дворяне имели право посылать депутатов на риксдаги, которые называются «господскими днями» (швед. herredagorna). Языком администрации был шведский, но население продолжало говорить по-фински. Шведские нравы распространялись из замков, но медленно. До конца средних веков финны мало прониклись шведской культурой, в значительной степени сохранив древние традиции, включая и некоторые языческие обычаи. Духовенство пользовалось более значительным влиянием, нежели светская власть. В его руках скопились значительные богатства. Наиболее известными епископами были Хемминг (1338—1366), Беро Бальк (1385—1412), Магнус Таваст (1412—1450). Несмотря на их ревность, христианство до конца периода не успело пустить глубоких корней; введение протестантства при Густаве Васе и его преемниках не встретило никакого сопротивления. Торговля находилась в руках Ганзы. Города были устроены по германскому образцу.
В XVI веке в Финляндию проникла Реформация. Епископ Турку Микаэль Агрикола (1510—1557) перевёл на финский язык Новый Завет. Полностью Библия была переведена в 1642 году. 

## Правление Густава Васы (1523—1560)
Одним из первых и самых ревностных поборников протестантства в Финляндии был Микаэль Агрикола (1510—1557), епископ Або с 1550 года. Он положил начало финской письменности, создав сначала первый финский букварь (1543) и переведя затем на финский язык молитвенник (1544) и Новый Завет (1548).
При Густаве Васе началась колонизация северных незаселённых земель, а также централизация в экономике, состоящая в том, что налогообложение и финансовое управление, ранее основанные на системе феодальных прав, теперь стали входить в сферу прямого управления централизованного государства. Финансовые трудности королевской власти, приведшие почти к полной конфискации церковного имущества, послужили причиной провозглашения в 1542 году незаселённых земель Финляндии королевской собственностью. Это подготовило почву для обширной территориальной экспансии, в особенности в Саволаксе, где поселения распространялись на сотни километров в северном и северо-западном направлениях и стали приносить доходы в виде налогов.
С целью конкуренции находящемуся на эстонском берегу Ревелю (Таллину) был основан Гельсингфорс (1550). Война с Россией (1555—1557) окончилась Новгородским миром, не изменившим границ государства.
Густав Васа укрепил королевскую власть, но наряду с этим также поднял значение дворянства. Отбирая земли у духовенства, он раздавал их дворянам. При его сыновьях и внуках значение дворянства ещё более усилилось и достигло кульминационного пункта во время борьбы Сигизмунда с герцогом (впоследствии королём) Карлом.
К этой эпохе относятся первые серьёзные проявления сепаратизма финляндских вельмож. Будучи делом властолюбия отдельных лиц, попытки обособления Финляндии не пользовались сочувствием народа: он оставался верным законной власти, видя в ней защиту против аристократов. Понимая, что трудно управлять Финляндией из Стокгольма, Густав Васа в 1556 году наделил своего сына Юхана титулом герцога Финляндии. Это дало Юхану возможность вести независимую политику. 

## После Густава Васы (1560—1617)
После смерти Густава Васы началась междоусобная война между его сыновьями — Эриком, Юханом и Карлом. Герцог Юхан задумал отделиться от Швеции и сделаться самостоятельным государём. Он вступил в борьбу со своим братом Эриком XIV, ставшим королём (1560—1568), но был побеждён и отвезён пленником в Стокгольм. В 1568 году Эрик XIV был свергнут Юханом и другим братом, Карлом, с престола и заключён под стражу, потеряв «все королевские права на Швецию».
В 1568 году королём Швеции стал Юхан III (1568—1592). Он щедро вознаградил дворян за оказанную ему поддержку, освободив их от обязательной военной службы, но сохранив сопряженную с этой повинностью свободу от уплаты поземельных податей.
3 августа 1577 года Юхан III подписал указ о введении титула Великого князя Финляндского, присвоив Финляндии статус Великого княжества и дав ей герб со львом.
На исходе Ливонской войны Швеция решила выступить против России. В начале 1579 года была опустошена округа крепости Орешек. Годом позже (1580) король Швеции Юхан III, автор «великой восточной программы», призванной отрезать Россию от Балтийского и Белого морей, одобрил план Понтуса Делагарди дойти до Новгорода и при этом напасть на Орешек или Нарву. В начале 1580-х под командованием Понтуса Делагарди шведы захватили всю Эстляндию и часть Ингерманландии (Ижорской земли), которую, однако, им пришлось оставить. В ноябре 1580 года шведы взяли Корелу, а в 1581 году заняли Ругодив (Нарву). Таким образом, шведы завладели Нарвой, однако своих целей не добились, так как товарные потоки были направлены через Северную Двину и гавани, контролировавшиеся Польшей.
С 1581 года при Юхане III Финляндия получила статус Великого княжества в составе шведского королевства, а титул Великого князя Финляндии был включён в полный титул короля Швеции.
После смерти Юхана началась междоусобная война. Приверженцы герцога Карла Сёдерманландского (будущего короля Швеции Карла IX) были защитниками монархических традиций, протестантизма, государственного единства. На стороне Сигизмунда III (короля польского и великого князя литовского, а с 1594 года — короля шведского), стояли мятежные вельможи, которые не могли забыть времён Кальмарской унии и ценили в Сигизмунде только то, что он был далеко. Самым могущественным из этих вельмож был штатгальтер Финляндии Клас Флеминг. Финляндия под его управлением фактически отделилась.
Дворяне угнетали народ, что вызвало в северо-западной Финляндии (Эстерботнии, ныне — Похьянмаа) восстание крестьян. Возмущенные притеснениями и, главным образом, воинским постоем, особенно обременительным во время шведско-русской войны (окончившейся Тявзинским миром в 1595 году), эстерботнийцы взялись за оружие. По преданию, они обращались с жалобой к герцогу Карлу, но получили от него совет расправиться с притеснителями собственными силами. Этот эпизод из истории финского крестьянства известен под названием «дубинной войны» (1596—1597). Флеминг жестоко подавил восстание, его руководители во главе с Яакко Илккой были казнены, сам же Флеминг стал могущественнее, чем когда-либо ранее, однако вскоре неожиданно умер.
Его дело продолжал в Финляндии Арвид Стольарм, два года боровшийся с Карлом. В 1599 году герцогу удалось, наконец, смирить непокорных.  Проведённая в Выборге по его приказу в сентябре 1599 года казнь сторонников Сигизмунда вошла в историю как Выборгская кровавая баня. А окончание завоевания Финляндии ознаменовала Абоская кровавая баня — массовая казнь, проведённая в ноябре 1599 года.
Могущество финляндского дворянства было сокрушено; оно постепенно слилось со шведским дворянством. При Карле IX (1599—1611) и в особенности при Густаве-Адольфе II (1611—1632) центральная власть усилилась, были введены усовершенствования в администрации; налоги приведены к некоторому единству, но не уменьшились, а возросли, так как беспрерывные войны опустошали государственную казну. Густав-Адольф издал в 1617 году сеймовый устав, по которому риксдаг был разделён на четыре сословия. 

## Великодержавноевремя (1617—1721)
В эти годы во времена Густава II Адольфа, ещё при жизни названного «Королём-героем» или «Львом Европы» Швеция достигла вершины своего могущества. В его войске, насчитывающем 36000 человек, служило много финнов, в том числе пользовавшейся известностью кавалерии (гаккапелитов).
Из внешних событий того времени особенно важное значение для Финляндии имел Столбовский мирный договор (1617), по которому Россия уступила Швеции обширную область — Корельский уезд (Кексгольмский лен).
Православное и обрусевшее карельское население этой местности неохотно мирилось со своим новым положением. Когда русские войска при царе Алексее Михайловиче в 1656 году вторглись в Карелию, население примкнуло к ним. Боясь мести шведов, православные корелы после отступления русских войск почти поголовно переселились в Россию. Их место заняли переселенцы из внутренних частей Финляндии.
В Тридцатилетней войне финские войска играли видную роль. Налоги и рекрутские наборы истощили силы страны. К этому присоединялись злоупотребления чиновников, довольно бесцеремонно хозяйничавших в стране. Беспрестанные жалобы населения побудили правительство (во время регентства по случаю малолетства королевы Христины) назначить в Финляндию генерал-губернатора, Пера Браге (1637—1640 и 1648—1650). Это был один из лучших сановников того времени. Он много сделал для поднятия экономического благосостояния страны и для распространения просвещения; главным его делом было основание университета в Або (1640), впоследствии перенесенного в Гельсингфорс.
Король Карл ΧΙ (1660—1697), пользуясь поддержкой крестьян, горожан и духовенства, провёл так называемую редукцию. Преемники Густава Адольфа, нуждаясь в деньгах, раздали обширные пространства казённых земель дворянам, частью в виде пожизненной или наследственной аренды, частью на правах полной собственности. В силу редукционных актов все земли первого рода и большая часть вторых отошли в казну. Редукция имела громадное социальное значение для Финляндии, предупредив возникновение поземельного дворянства. При Карле XI состоялась реорганизация армии на основании поселенной системы, сохранившейся в главных чертах до XIX века. Время Карла XI было господством ортодоксального протестантизма. Преследуя, нередко весьма сурово, еретиков, церковь прибегала, однако, и к просветительным мерам. Особенно памятна деятельность в этом направлении епископов Терзеруса (1658—1664), Гезелиуса Старшего (1664—1690) и Гезелиуса Младшего (1690—1718). С этого времени среди финского населения начала распространяться церковная грамотность, не шедшая, впрочем, дальше умения читать. В 1686 году издан церковный устав, отменённый в Финляндии только в 1869 г. 

## Северная война
В 1697 году на шведский престол вступил 15-летний Карл XII, а уже через три года, в 1700 году, Швеция была вынуждена вступить в войну со всеми соседними странами — Данией, Саксонией, Польшей и Россией, которые надеялись на лёгкую победу над шведами. Военные действия не затрагивали Финляндию десять лет войны. Но весной 1710 года русские начали кампанию на территории Финляндии, и к 1714 году она была завоёвана. Русские войска находились в Финляндии до 1721 года, когда был заключён Ништадтский мир. 

## Эра свободы(1719—1770)
В Швеции власть после смерти Карла XII перешла в руки олигархии. Русское правительство, пользуясь неурядицами в управлении, вмешивалось во внутренние дела Швеции, поддерживало партию «колпаков», открыто покупало голоса депутатов. «Колпаки» желали сохранить мирные отношения к России; их противники, «шляпы», мечтали о реванше и о восстановлении в союзе с Францией внешнего могущества Швеции (см. историю Швеции). Финские депутаты риксдага не составляли отдельной партии; некоторые (преимущественно дворяне) держали сторону «шляп», другие (духовенство и горожане) — сторону «колпаков», но когда они держались единой позиции, им удалось провести несколько мероприятий, имевших целью поднять благосостояние страны, разоренной войной. Из законодательных актов того времени, общих для Швеции и Финляндии, особенно важное значение имело принятое риксдагом гражданское уложение 1734 года, которое с позднейшими дополнениями сохранило силу в Финляндии до настоящего времени. Начато было также регулирование поземельных отношений, законченное при Густаве III, так называемое «великое размежевание». Шведский язык и шведские нравы окончательно утвердились среди высшего класса финляндского населения.
Несмотря на это, именно тогда обнаружились в руководящих кругах финского общества признаки сепаратизма. Во время шведско-русской войны 1741—1743 гг. императрица Елизавета издала манифест к жителям Финляндии, в котором призывала её жителей не принимать участия в несправедливой войне и обещала свою помощь в случае, если бы они захотели отделиться от Швеции и образовать самостоятельное государство. Манифест успеха не имел; война продолжалась и закончилась Абоским миром, согласно которому русско-шведская граница в Финляндии отодвинулась к западу до реки Кюмень.

## Эпоха Густава III (1771—1792)
Густав III положил конец господству аристократической олигархии. Он совершил два монархических переворота, заставив риксдаг принять 17 августа 1772 года новую форму правления, а 21 февраля 1789 года — Акт соединения и безопасности. В 1788 году Густав затеял войну с Россией. Недовольные финские офицеры составили заговор, названный по месту действия аньяльским. Под предлогом того, что король не имел права начать войну без согласия риксдага, заговорщики решили вступить в переговоры с неприятелем. Этот заговор имел династический характер: участники его не помышляли об отделении Финляндии от Швеции, но им воспользовались сепаратисты. Во главе последних стояли перешедшие на русскую службу генералы Гёран, Спренгтпортен, Клик и Егергорн. Последние два участвовали в Аньяльском заговоре. Егергорн, отправившись в Санкт-Петербург в качестве депутата от заговорщиков, представил Екатерине II проект отделения Финляндии, составленный им и его единомышленниками. Екатерина дала уклончивый ответ, объявив, что вступит в переговоры только с легальными представителями финского народа. Когда Егергорн вернулся в армию, настроение там уже переменилось. Король подавил заговор. Егергорн и Клик бежали в Россию, были приняты на русскую службу и вместе с Спренгтпортеном деятельно пропагандировали в Петербурге идею финляндского сепаратизма. 
На Тильзитском свидании (1807) между Александром I и Наполеоном судьба Финляндии была решена; в числе других секретных условий Франция предоставляла России отобрать Финляндию от Швеции. Поводом к шведско-русской войне 1808—1809 послужил отказ шведского короля Густава IV Адольфа (1792—1809) примкнуть к союзу Франции и России против Англии. В феврале 1808 года русские войска перешли шведско-русскую границу. Финское войско, руководимое шведскими генералами — Адлеркрейцом, Сандельсом, фон Дёббельном отступило перед натиском русских войск. 
Александр I издал манифест, в котором объявил о своем намерении навсегда присоединить Финляндию к России; жители были приведены к присяге. Северная финская армия, поддерживаемая партизанскими партиями, одержала несколько побед (при Револаксе, Лаппо, Сикайоки, Нюкарлебю, Иденсальми), вследствие чего русские должны были отступить, но в сентябре того же года финские войска были наголову разбиты при Оравайсе и отступили за реку Кеми. 17 сентября 1809 года заключен Фридрихсгамский мир, по которому Швеция уступила России Финляндию и часть провинции Вестерботтен до реки Торнео и Муонио, а также Аландский архипелаг.